# Ese oscuro objeto del deseo
Ese oscuro objeto del deseo es una película franco-española de 1977. Fue la última dirigida por Luis Buñuel. Se trata de una muy libre adaptación de la novela de Pierre Louÿs La mujer y el pelele (La femme et le pantin).

## Argumento
Durante un viaje en tren, Mathieu Faber cuenta a sus compañeros de compartimento su historia sentimental con Conchita, una seductora mujer a la que tratará de conquistar. Sin embargo, ella siempre consigue eludir sus devaneos, a pesar de darle esperanzas.

## Comentarios
En esta su última película, Buñuel vuelve a mostrar con un sentido del humor corrosivo la frustración que representa un amor no compartido y el peso que tienen en nuestro mundo la educación cristiana y la sociedad burguesa. El mejor ejemplo de esta frustración está en el símbolo que representa la lencería de Conchita, que pasa de ser un objeto erótico a transformarse en cinturón de castidad indestructible.
Uno de los aspectos más originales de Buñuel en esta película es el hecho de que escogiera para representar el papel de Conchita a dos actrices distintas, Carole Bouquet y Ángela Molina. 
En febrero de 1977, recién comenzado el rodaje, tuvo que prescindir de Maria Schneider como protagonista y retomó la idea de unir a dos actrices en el mismo personaje. Las pruebas realizadas a una debutante Carole Bouquet, de diecinueve años, y a Ángela Molina, de veintiún años, que ya había trabajado en varias películas y rodaba con Jaime de Armiñán, fueron satisfactorias. 
Si bien parece que cada actriz representa una faceta distinta de la personalidad de Conchita, una tímida y angelical y otra más racial, resulta confuso el momento y, sobre todo, el porqué de la aparición de una u otra, formulándose toda suerte de teorías que pretenden explicar el hecho.

## Localizaciones de rodaje
La película se rodó en parte en el centro histórico de Sevilla.

## Palmarés cinematográfico
| Premios                                                                 | Categoría                                               | Resultado |
| ----------------------------------------------------------------------- | ------------------------------------------------------- | --------- |
| Premios Óscar 1977                                                      | Mejor película de habla no inglesa Mejor guion adaptado | Candidata |
| Premios Globo de Oro                                                    | Mejor película de habla no inglesa                      | Candidata |
| Premios César                                                           | Mejor director Mejor guion original o adaptación        | Candidata |
| Asociación de Críticos de Los Ángeles                                   | Mejor película extranjera                               | Ganadora  |
| 34.ª edición de las Medallas del Círculo de Escritores Cinematográficos | Mejor director                                          | Ganador   |